# Calendar
Pour plus de détails, voir Fiche technique et Distribution.
Calendar est un film canado-germano-arménien d'Atom Egoyan sorti en 1993.

## Synopsis
Un photographe canadien d'origine arménienne (joué par Atom Egoyan, metteur en scène du film), se rend en Arménie pour photographier des églises destinées à illustrer un calendrier. Il est accompagné de sa femme (Arsinée Khanjian), également d'origine arménienne, mais qui parle la langue alors que lui ne parle pas arménien. Ils engagent un guide (Ashot Adamian) pour qu'il les conduise jusqu'aux églises qu'il doit photographier. Le film alterne des scènes tournées en Arménie et d'autres au Canada : en Arménie, ce sont les scènes que le photographe a tournées avec sa caméra vidéo, dans lesquelles on voit sa femme parler avec le guide en arménien, le photographe étant hors-champ puisqu'il filme, et exclu de la conversation puisqu'il ne comprend pas l'arménien. En alternance avec les scènes du voyage en Arménie,  on retrouve le photographe au Canada revenu chez lui dans son appartement, où il invite mois après mois une série de femmes d'origine étrangère qui exécutent un rituel particulier : à la fin du repas, elles passent un coup de téléphone dans leur langue d'origine devant le photographe qui regarde…

## Fiche technique
- Titre : Calendar
- Réalisation : Atom Egoyan
- Scénario : Atom Egoyan
- Photographie : Norayr Kasper
- Musique : Eve Egoyan, Djivan Gasparian, Hovhanness Tarpinian, John Grimaldi
- Production : Atom Egoyan, Arsinée Khanjian, Robert Lantos
- Budget : 80 000 dollars
- Langue : anglais, arménien (et allemand, russe, hébreu…)
- Durée  : 74 minutes (1 h 14)
- Date de sortie[1] :
  -  Allemagne : 3 juin 1993
  -  France : 22 mars 1995

## Distribution
- Atom Egoyan
- Arsinée Khanjian
- Ashot Adamian

## Tournage
Egoyan a tourné ce film lors d'un voyage en Arménie, de manière largement improvisée faute de temps et de budget (scénario arrangé et tourné au jour le jour, budget inférieur à 80 000 dollars, etc.). Ce serait aussi la raison pour laquelle il a fini par jouer dans le film, au lieu de confier le rôle du photographe à un acteur. Du fait que la femme de son personnage dans le film est jouée aussi par sa propre femme dans la vie, cela a pu donner au film l'aspect trompeur d'une autofiction.

## Réception critique
Le film a eu une distribution réduite en salles due à son genre atypique (les parties filmées en vidéo faisant penser à un home-movie), mais a reçu globalement de bonnes critiques. C'est aussi un film atypique dans la filmographie d'Egoyan, son caractère improvisé atténuant le côté cérébral  que les critiques attribuent souvent au cinéaste, bien que ce côté soit aussi présent dans le film. Le film a aussi des moments légers plutôt humoristiques, inattendus dans ce qu'on pourrait considérer simplement comme l'histoire d'une rupture amoureuse. 